# بيريهان ماغدين
بيريهان ماغدين (بالتركية: Perihan Mağden)‏ (ولدت عام 1960 بمدينة إسطنبول) روائية تركية، وكاتبة بعمود بالصحيفة ومستنكفة وجدانية. وهي أم لطفل واحد.

## حياتها
تعد بيريهان ماغدين ابنة إيتيم ماغدين المهندس الميكانيكي مع تولاي تونا. ولدت عام 1960 بمدينة إسطنبول. أنهت بيريهان ماغدين تعليمها عالتوالي في مدرسة ماتشكا الإبتدائية في عام 1971 وفي المدرسة البريطانية الإعدادية للبنات في عام 1976 وفي مدرسة روبرت الثانوية في عام 1979. أما في عام 1983 تخرجت بيريهان ماغدين من قسم علم النفس بجامعة البوسفور حيث أكملت بها دراستها العليا. ألفت بيريهان ماغدين ستة روايات كتبتهم بالعمود بالصحيفة لسنوات عديدة وألفت أيضاً كتابين من الشعر يشتملون على أشعار نشرتها في فترة صباها وأيضا لديها العديد من المقالات حيث أنها كانت تكتب مقالات في العمود بالصحيفة. وهي أم لطفلة ولدت عام 1994.

## مهنتها
تخرجت بيريهان ماغدين من كلية روبرت ومن قسم علم النفس بجامعة البوسفور. تجولت بيريهان في آسيا لمدة عامين وعاشت في اليابان والولايات المتحدة الأمريكية. وعندما عادت لإسطنبول عملت في مجال تأليف العروض الترويجية لفترة من الوقت.
وخلال أعوام 1997 – 2005 بدأت بيريهان ماغدين الكتابة بعمود في جريدة راديكال. وبعدما كتبت في مجلة أكتوال الحديثة لمدة عاماً بدأت مرة أخرى في عام 2007 في كتابة مقالات بالعمود في جريدة راديكال.
وقد حول المخرج كوتلوغ أتامان كتابها المسمى «رواية فتاتين» إلى فيلم بعنوان «فتاتين». وفي عام 2005 حازت على العديد من الجوائز من بينهما جائزة أفضل مخرجة في مهرجان أفلام البرتقال الذهبي بأنطاليا.
عملت بيريهان ماغدين في بداية حياتها المهنية في إنتاج عروض ترويجية. عملت بيريهان في ستة قنوات وفي برنامج «كلما تقرأ» الذي بُث على شاشة قناة تي أر تي الثانية. ومنذ عام 1997 بدأت العمل في كتابة مقالات بالعمود في جريدة راديكال. وفي عام 2001 توقفت بيريهان ماغدين عن العمل في كتابة مقالات بالعمود في الجريدة وذلك بسبب تأليفها لكتاب «رواية فتاتين». وتركت بيريهان جريدة راديكل في عام 2005 حيث أنها بدأت العمل فيها مرة أخرى في كتابة مقالات بالعمود بها في عام 2002. وفي عام 2006 عقب كتابتها لمقالة باسم «الاعتراضي الضميري حق من حقوق الإنسان»  في مجلة أكتويل الحديثة وجُه إليها تهمة بحجة «تحريضها للشعب على النفور من الخدمة العسكرية من خلال الصحافة». وتمت تبرئتها من الدعوى القضائية التي حوكمت عليها بالسجن لمدة ثلاثة أعوام. وفي عام 2007 عادت بيريهان ماغدين مرة أخرى لكتابة مقالات بجريدة «راديكال». وتركت جريدة راديكال في شهر فبراير من عام 2009.
كتبت بيريهان ماغدين مقالات بالعمود بجريدة – طرف – لمدة ثلاثة شهور من شهر نوفمبر عام 2011 حتى مطلع شهر فبراير عام 2012. أنهت بيريهان عملها بكتابة مقالات بالعمود بسبب دعوى التشهير ضدها لأنها كتبت مقالتين ضد رجب طيب أردوغان رئيس الوزراء.

## مهنتها الأدبية
في عام 2008 نشرت بيريهان ماغدين أول رواية لها بعنوان «جرائم قتل الأطفال الرائدين» في روسيا وهولندا. وقد ترجم حامد دوغان رواية «جرام قتل الأطفال الرائدين» إلى اللغة الهولندية. وطبعها كلاً من أثنيوم – بولاك & فان جينيب. أما في روسيا فكانت بيريهان ماغدين أول كاتبة تركية بدار نشر غايتري بموسكو وذلك من خلال نشر الكتاب.
ثم نشرت بعد ذلك في روسيا رواية «رفيق».
تُرجمت جميع روايات بيريهان ماغدين للعديد من اللغات، ونشرتها دار النشر الكبرى في ألمانيا، إيطاليا، فرنسا، أسبانيا، البرازيل، بولندا، إنجلترا، الولايات المتحدة الأمريكية، بلغاريا، المجر، ألبانيا واليونان.

## كتبها
- عام 1991 : جرائم قتل الأطفال الرائدين (رواية قصيرة)
- عام1994 : الرفيق (رواية)
- عام 1995 : حوادث المطبخ (شعر)
- عام 1997 : هل يستحق هؤلاء القلق عليهم؟ (مقالة)
- عام 1998 : افتح الباب وأدر ظهرك وأخرج! (مقالة)
- عام 1999 : لكن للأسف كان الشارع فارغاً (مقالة)
- عام 2001 : يقول الجميع أنك حقاً حزين؟ (مقالة)
- عام 2001 : القضايا العالمية (شعر)
- عام 2002 : رواية فتاتين (رواية)
- عام 2003 : ركزت على زوايا قلبي المنهار (مقالة)
- عام 2004 : لا تخف سيحل هذا المساء ولن أقرع بابك (مقالة)
- عام 2005 : الأفضل لدى بيريهان ماغدين (مقالة)
- عام 2006 : مقالات سياسية (مقالة)
- عام 2006 : لم يواجه أحدنا الظلم تقريبا؟ (مقالة)
- عام 2007 : كنا نهرب من من يا أمي؟ (مقالة)
- عام 2008 : المقالات الأخيرة (مقالة)
- عام 2010 : رمضان مع العائلة (رواية)
- عام 2011 : كتاب الصيف (مقالة)
- عام 2011 : كتاب الشتاء (مقالة)
- عام 2012 : تمزق النجوم (رواية)
- عام 2014 : الصداقات الحافلة بالمخاطر (مقالة)

## جوائزها
- جائزة حرية الرأي والتعبير بإتحاد الناشرين بتركيا عام 2008.[3]

## روابط خارجية
- بيريهان ماغدين على موقع IMDb (الإنجليزية)
- بيريهان ماغدين على موقع مونزينجر (الألمانية)